# 1649 au théâtre
| Années du théâtre : 1646 - 1647 - 1648 - 1649 - 1650 - 1651 - 1652    |
| Décennies du théâtre : 1610 - 1620 - 1630 - 1640 - 1650 - 1660 - 1670 |

## Événements
- 24 mars le Théâtre de la Fortune à Londres, fermé depuis le décret du Long Parlement en 1642 ordonnant la cessation de toute représentation théâtrale publique et celui de 1648 ordonnant la démolition des théâtres, est délibérément saccagé par une compagnie de soldats et il est complètement démantelé[1].
- 4 mai : les capitouls de Toulouse font payer 75 livres « au sieur Dufresne et autres comédiens de sa troupe », pour avoir joué la comédie lors de l'arrivée dans la ville du comte du Roure, lieutenant général pour le roi en Languedoc.
- décembre, la troupe de Molière joue à Narbonne, et y restera au moins jusqu'à la mi-janvier suivante.
- Andreas Gryphius commence la rédaction de sa tragédie Carolus Stuardus, composée, d'après la préface dédicatoire de l'édition de 1663, en réaction immédiate à l'exécution du roi d'Angleterre Charles Ier la même année[2].

## Pièces de théâtre publiées
- Cosroès, tragédie de Jean de Rotrou, Paris, Antoine de Sommaville En ligne sur Gallica.
- Dom Lope de Cardone, tragi-comédie de Jean de Rotrou.
- La Florimonde, comédie de Jean de Rotrou.
- Love and Honour, tragi-comédie de William D'Avenant, Londres, Humphrey Robinson et Humphrey Moseley.
- Sainct Eustache martyr, poëme dramatique En ligne sur Gallica et Le Prince fugitif, poëme dramatique en cinq actes en vers, de Balthazar Baro, Paris, Antoine de Sommaville.
- Annibal et La Victime d'Estat, tragi-comédie En ligne sur Gallica et La Victime d’Estat, ou la Mort de Plautius Silvanus preteur romain, de Jean Royer de Prade, Paris, Pierre Targa, Nicolas et Jean de La Coste.

## Pièces de théâtre représentées
- Ulysse dans l’isle de Circé de Claude Boyer.
- L'Héritier ridicule ou la Dame intéressée, comédie de Paul Scarron, à Paris, Hôtel de Bourgogne

## Naissances
- 30 mars : Louise Jacob de Montfleury, dite Mademoiselle Du Pin, actrice française, sociétaire de la Comédie-Française lors de sa création en 1680, morte le 8 avril 1709.
- mars : Govard Bidloo, médecin, anatomiste, poète et auteur dramatique néerlandais, mort le 30 mars 1713.
- 12 avril : Catherine Raisin, dite Mademoiselle de Villiers, actrice française, sociétaire de la Comédie-Française en 1696, morte le 25 août 1701.
- Date précise non connue :
  - Shikano Buzaemon, auteur japonais de rakugo, spectacle littéraire humoristique, mort le 6 septembre 1699.

## Décès
- mai : John Sumner (en), acteur anglais.
- date précise non connue :
  - Jonker Frederico Cornelio de Conincq, dramaturge du Saint-Empire romain germanique, auteur de pièces de théâtre pour De Violieren, une des chambres de rhétorique d'Anvers, né en 1606.